# Musa itinerans
Musa itinerans är en enhjärtbladig växtart som beskrevs av Ernest Entwistle Cheesman.
Musa itinerans ingår i släktet bananer och familjen bananväxter.

## Underarter
Arten delas in i följande underarter:
- Musa itinerans itinerans
- Musa itinerans annamica
- Musa itinerans guangdongensis
- Musa itinerans xishuangbannaensis
- Musa itinerans lechangensis
- Musa itinerans chinensis